# Pelouses, landes, falaises et forêts de la montagne d'Aucelon
Pelouses, landes, falaises et forêts de la montagne d'Aucelon este o arie protejată (sit de importanță comunitară — SCI) din Franța întinsă pe o suprafață de 1.475 ha, integral pe uscat.

## Localizare
Centrul sitului Pelouses, landes, falaises et forêts de la montagne d'Aucelon este situat la coordonatele 44°36′56″N 5°22′09″E / 44.6155°N 5.36912°E.

## Înființare
Situl Pelouses, landes, falaises et forêts de la montagne d'Aucelon a fost declarat arie specială de conservare în baza directivei 92/43 din 1992 referitoare la conservarea habitatelor naturale și a faunei și florei sălbatice pentru a proteja 9 specii de animale.

## Biodiversitate
Situată în ecoregiunea mediteraneană, aria protejată conține 11 habitate naturale: Formațiuni stabile xerotermofile de Buxus sempervirens pe pante stâncoase (Berberidion p.p.), Pajiști alpine și subalpine calcaroase, Păduri de fag din Europa Centrală dezvoltate pe sol calcaros cu Cephalanthero-Fagion, Pajiști uscate seminaturale și facies de acoperire cu tufișuri pe substraturi calcaroase (Festuco-Brometalia) (* situri importante pentru orhidee), Pajiști carstice calcaroase sau bazofile, de Alysso-Sedion albi, Grohotișuri termofile și vest-mediteraneene, Păduri pe pante, grohotișuri și ravene de Tilio-Acerion, Râuri mediteraneene cu debit intermitent, cu specii de Paspalo-Agrostidion, Peșteri inaccesibile publicului, Pajiști uscate seminaturale și facies de acoperire cu tufișuri pe substraturi calcaroase (Festuco-Brometalia) (* situri importante pentru orhidee), Pante stâncoase calcaroase cu vegetație casmofită.
La baza desemnării sitului se află mai multe specii protejate:
- mamifere (6): liliac cu aripi lungi (Miniopterus schreibersii), liliac cu urechi de șoarece (Myotis blythii), liliac cărămiziu (Myotis emarginatus), liliac comun (Myotis myotis), liliacul mare cu potcoavă (Rhinolophus ferrumequinum), liliacul mic cu potcoavă (Rhinolophus hipposideros)
- nevertebrate (3): fluturele de noapte (Eriogaster catax), fluturele auriu (Euphydryas aurinia), Rosalia alpina

Pe lângă speciile protejate, pe teritoriul sitului au mai fost identificate 13 specii de plante, 10 specii de mamifere, 6 specii de nevertebrate, 1 specie de reptile.